# 필 로드 & 크리스토퍼 밀러
필 로드(Phil Lord, 1977년 4월 21일 ~ )와 크리스토퍼 밀러(Christopher Miller, 1975년 9월 23일 ~ )는 미국의 영화 · 텔레비전 작가, 프로듀서, 감독 듀오이다.